# Линейные корабли типа «Бретань»
Линейные корабли типа «Бретань» (фр. Classe Bretagne) — серия французских линейных кораблей 1910-х годов. Первый и единственный завершённый тип французских сверхдредноутов, корабли этой серии были спроектированы в рамках кораблестроительной программы 1912 года. Несмотря на свою классификацию как сверхдредноутов, представители типа по своим размерам не превосходили предшествующий тип «Курбэ», страдая от тех же ограничений, наложенных возможностями имевшихся на французских военно-морских базах доков.
Всего в 1912 году было заложено три линкора типа «Бретань», планировавшихся для замены в составе флота устаревших броненосцев «Шарль Мартель», «Карно» и «Либертэ». К началу Первой мировой войны, корабли ещё находились в процессе постройки, но высокая степень их готовности побудила французское правительство продолжить достройку линкоров, несмотря на всемерную концентрацию усилий промышленности на сухопутном фронте. Ещё один модифицированный линкор типа «Бретань», получивший название «Басилевс Константинос», был заказан Грецией, но работы по нему, начатые только 12 июня 1914 года, были прекращены в августе и уже не возобновлялись. Три французских корабля вступили в строй в 1915—1916 годах, но в ходе Первой мировой войны не сделали ни одного выстрела по противнику, хотя «Прованс» применялся в операции по нейтрализации греческого флота 19 октября 1916 года.
После окончания Первой мировой войны и подписания Францией Вашингтонского соглашения, линкоры типа «Бретань» остались наиболее мощными кораблями французского флота до вступления в строй линкоров типа «Дюнкерк». С 1917 года и в межвоенном периоде линкоры типа «Бретань» последовательно прошли ряд модернизаций, хотя наиболее значительная из них свелась к увеличению недостаточного угла возвышения орудий главного калибра. В ходе Второй мировой войны корабли серии до капитуляции Франции использовались для выполнения вспомогательных задач и в боевых действиях участия не принимали. Два из линкоров этого типа были потоплены британскими силами в ходе операции «Катапульта», второй из них был поднят, но вновь затоплен в Тулоне в 1942 году и как боевой корабль уже не восстанавливался. Единственный переживший войну корабль, «Лоррэн», после её окончания использовался как плавучая казарма вплоть до своего окончательного списания в 1953 году.

## История
К 1910-м годам флот Франции пребывал в глубоком концептуальном и техническом упадке. Некогда занимавший второе место в мире после британского, он теперь со всей очевидностью уступал ещё и германскому, американскому и терял позиции даже в сравнении с японским. Союз с традиционным противником — Великобританией — сломал выстраивавшуюся веками военно-морскую доктрину Франции; слабая организация конструкторских и строительных работ приводили к тому, что корабли закладывались уже морально устаревшими и строились абсурдно долго. Сыграли роль и ошибочные представления французского флота о морском бое в будущем, что привело к закладке крупной серии эскадренных броненосцев типа «Дантон» в то время, когда почти все остальные морские державы уже считали корабли этого типа безнадёжно устаревшими.
Закладка в 1910 году первых французских дредноутов типа «Курбэ» не слишком улучшила положение; ничем не примечательные, эти корабли не выделялись на фоне аналогов даже на момент закладки, а к моменту спуска их на воду было уже известно о строительстве в Великобритании, США и Японии первых супердредноутов, значительно превосходивших строящиеся французские. Более того, традиционный средиземноморский оппонент Франции — Италия — закладывал более мощные дредноуты, чем французы.
В попытке исправить положение правительство Франции издало «Statut Naval» от 30 марта 1912 года; этот закон авторизовал постройку океанского флота из 28 новых дредноутов и супердредноутов к 1920 году. Первые корабли новой программы было приказало заложить в 1912 году. Из-за дефицита времени, а также ограниченных размеров французских доков, инженеры ограничились капитально переработанным проектом «Курбэ»; новые супердредноуты должны были иметь те же основные характеристики, но в качестве основного вооружения использовать предполагалось гораздо более мощные 340-мм 45-калиберные орудия, разработанные французскими арсеналами.
Тщательная проработка проекта, однако, показала, что из-за значительного веса новых башен уложиться в ограничения по длине и по водоизмещению новых супердредноутов не получится. Ограничения же представлялись для французского флота критическими, так как были сформулированы на основании размеров существующих доков (расхода средств на реконструкцию которых правительство желало избежать). В результате было решено переработать проект, заменив две боковые башни одной центральной, способной стрелять на оба борта. Таким образом сокращался погонный и ретирадный огонь, но бортовой залп оставался прежним по числу орудий.
Все три супердредноута типа «Прованс» были заложены в 1912 году и спущены на воду в 1913 году. Достройка их задержалась из-за войны, и корабли вступили в строй в 1915-16 годах.

## Конструкция
В основе своей, супердредноуты типа «Бретань» повторяли предшествующий тип «Курбэ». Они были больше примерно на 500 тонн; их нормальное водоизмещение составляло около 23 900 тонн, при равных размерениях. Их корпуса имели аналогичную предшественникам конструкцию, с длинным полубаком, проходящим от форштевня и до барбета кормовой возвышенной башни главного калибра. Однако, в отличие от кораблей типа «Курбэ» ширина палубы полубака равнялась ширине корпуса по всей длине корабля.
Основным конструктивным отличием от предыдущего типа было наличие новой артиллерией главного калибра и более рациональным расположением башен.
К иным отличиям супердредноутов типа «Бретань» относилось наличие только двух труб (впереди и позади от центральной башни) и различия в расположении мачт и надстроек.
По сравнению с предыдущим типом на кораблях типа «Бретань» была хорошо продумана система разделения на водонепроницаемые отсеки. Благодаря отказу от бортовых башен появилась возможность установить броневую продольную противоторпедную переборку. Для компенсации водоизмещения главный пояс был уменьшен с 290 до 270 мм.

### Вооружение
Основное вооружение супердредноутов типа «Бертань» состояло из десяти 340-мм 45-калиберных орудий образца 1912 года. Это были удачные для своего времени тяжёлые орудия, разработанные исходя из требований обеспечить новым кораблям огневую мощь, сравнимую с британскими и немецкими аналогами. Такое орудие весило 66 950 кг. Боезапас составлял 100 выстрелов на ствол. Орудия этого типа стреляли 554-килограммовыми бронебойными снарядами с начальной скоростью до 790 метров в секунду, или облегченными 465—445 килограммовыми фугасами, с начальной скоростью 893—916 метров в секунду. Скорострельность их составляла порядка двух выстрелов в минуту.
Орудия главного калибра располагались в пяти двухорудийных башнях, по длине корабля. Две башни располагались линейно-возвышенно в носу, на полубаке, одна башня в центре корпуса, и две в корме на верхней палубе. Все орудия корабля могли быть обращены на любой борт для ведения огня полными залпами. Однако, как и в случае с «Курбэ», угол возвышения орудий в башнях был совершенно недостаточным, и составлял поначалу не более 12°; это ограничивало дальность стрельбы бронебойными снарядами образца 1912 года 14 500 метрами, что соответствовало самым первым британским дредноутам, пусть слабым, но утешением служат прекрасные баллистические характеристики французских орудий, имевших разброс залпа менее 100 м при стрельбе на максимальную дальность. Лишь на «Лоррэне» угол возвышения был увеличен до 18°, а дальность стрельбы до 18 км. На остальных кораблях модернизацию провели уже после заключения перемирия.
Противоминный калибр состоял из двадцати двух 138,6-мм орудий образца 1910 года с длиной ствола 55 калибров. Орудие имело раздельно-гильзовое заряжание и углы подъёма −7°/+15°. Масса порохового заряда 10,4 кг. Бронебойный снаряд массой 39,5 кг имел начальную скорость 820 м/с, что обеспечивало максимальную дальность 16 000 м. Фугасному снаряду массой 31,5 кг сообщалась начальная скорость 840 м/с, что обеспечивало максимальную дальность 15 100 м. Скорострельность составляла 5—6 выстрелов в минуту. Противоминная артиллерия была расположена в казематах, побортно. Боезапас составлял по 275 выстрелов на орудие. На нос могли стрелять восемь орудий, на борт 11 и в корму восемь. Малокалиберная артиллерия состояла из семи 47 мм орудий (Hotchkiss 47 mm L/50 M1902) с длиной ствола 50 калибров, вес снаряда равнялся 1,5 кг. Пять 47-мм орудий располагались на крышах башен главного калибра: на носовых и средней башнях по левому борту, а на кормовых башнях по правому борту. Станки этих орудий были приспособлены для стрельбы по воздушным целям. Два орудия стояли побортно на продолжении крыши камбуза у боевой рубки и исполняли роль салютных. Минно-торпедное вооружение состояло из четырёх 450-мм подводных торпедных аппаратов.
К моменту вступления в состав флота, корабли так же несли по две 75-мм зенитные пушки, переделанные из полевых орудий образца 1897 года. Подобное вооружение считалось достаточным для отражения атак гидропланов-торпедоносцев и бомбардировщиков, и удерживания на безопасной дистанции неприятельских дирижаблей. В процессе долгой службы линейных кораблей типа «Бретань» состав их зенитной артиллерии неоднократно изменялся и усиливался.

### Броневая защита
Броневая защита в целом основывалась на тех же принципах, что и на предшествующей серии дредноутов «Курбэ», но несколько переработанных с учётом требований установки более мощной артиллерии в ограниченное водоизмещение. Главный броневой пояс из цементированной стали тянулся вдоль ватерлинии от форштевня и до траверзной переборки в корме. Его толщина в центральной части достигала 270 миллиметров, к оконечностям сужаясь до 160 миллиметров. Плиты броневого пояса возвышались над ватерлинией на 2,35 м и на 1,7 м были погружены в воду ниже ватерлинии в носу и в средней части, а в корме на 0,8 м. Нижняя кромка пояса была толщиной 100-мм в центральной части и 80 мм в оконечностях. Выше главного пояса, казематы и борт между носовыми и центральной башней главного калибра до палубы полубака были защищены верхним поясом из 160 миллиметровой броней, толщина кормовой травесной переборки составляла 180 мм.
Горизонтальная защита была представлена тремя броневыми палубами. Нижняя проходила на уровне главного броневого пояса, и имела скосы, соединяющиеся с его нижней кромкой; её толщина составляла 40 миллиметров в центральной части, и 70 миллиметров на скосах. Выше неё располагалась плоская верхняя палуба, толщиной в 48 миллиметров, и палуба полубака, толщиной 15 мм на 15-мм обшивке. В целом, бронирование палуб было хотя и мощным (суммарная толщина 80-110 мм), но рассчитанным на то, чтобы выдерживать попадания снарядов под острым углом в ближнем бою, а не защищать от падающих под большим углом снарядов на дальней дистанции.
Лобовые и боковые стенки всех башен главного калибра имели толщину 300 мм. Задняя плита имела толщину 360-мм. Крыша имела толщину 72 мм. Барбеты над палубой имели толщину 270 мм (236 на 34 мм подложке).
Боевая рубка имела крышу толщиной 60 мм, 50-мм пол, стенки 300-мм толщины и коммуникационную трубу со стенками толщиной 200 мм.
Главное отличие от предыдущего типа в защите — наличие противоторпедной переборки.

### Система управления огнём
Французы очень сильно ошиблись в своих расчетах по ожидаемым дистанциям боев. По их довоенным расчётам условия видимости на море ограничат дистанцию ведения огня величиной 15 000 м. Исходя из этого планировались углы подъёма орудий и возможности дальномеров. Но бои между германским и британским флотами в Северном море начинались с дистанции в 20 000 м.
Система управления огнём дредноутов типа «Бретань» была развитой, но устаревшей, соответствуя ошибочным представлениям французских адмиралов о том, что морской бой будет иметь решительный характер лишь на дистанции не более 12 500 метров. Центральное наведение осуществлялось с помощью единственного 4,57-метрового дальномера на крыше боевой рубки, определявшего расстояние до цели. Директоров артиллерийского огня не имелось; каждая башня самостоятельно отслеживала цель, определяя поправку по всплескам от падений снарядов при помощи собственного 2-метрового дальномера.
Вспомогательное вооружение нацеливалось с помощью двух дальномерных постов, одного в носовой и другого в кормовой части.

### Силовая установка
Силовая установка состояла из четырёх турбин Парсонса, работающих на четыре винта; общая мощность составляла 29 000 л. с. Гребные винты на «Бретань» и «Прованс» были трёхлопастные, а на «Лоррен» — четырёхлопастные. Котельная группа различалась на разных кораблях; «Бретань» получил двадцать четыре котла Никлосса, «Лоррейн» двадцать четыре котла дю Темпля, и «Прованс» восемнадцать котлов Белльвиля. Все котлы имели смешанное отопление. На испытаниях скорость полного переднего хода составила в среднем порядка 20,6 узла.
Корабли несли запас топлива в 2680 тонн угля, и 300 тонн нефти, которой спрыскивали уголь для повышения теплоты горения. Дальность плавания достигала 4700 морских миль (8700 км) на ходу 10 узлов, 2800 на скорости 13 узлов и 600 миль на 20 узлах.
Электроэнергию вырабатывали 4 турбогенератора мощностью по 200 кВт, расположенных под главной броневой палубой в одном отсеке.

## Представители
| Название           | Верфь                                         | Закладка       | Спуск на воду    | Вступление в строй | Судьба                                                  |
| ------------------ | --------------------------------------------- | -------------- | ---------------- | ------------------ | ------------------------------------------------------- |
| «Бретань» Bretagne | верфь флота в Бресте                          | 1 июля 1912    | 21 апреля 1913   | сентябрь 1915      | потоплен 3 июля 1940 в ходе нападения на Мерс-эль-Кебир |
| «Лоррэн» Lorraine  | Ateliers et Chantiers de la Loire, St-Nazaire | 1 августа 1912 | 30 сентября 1913 | июль 1916          | списан 17 февраля 1953, продан на слом в 1954           |
| «Прованс» Provence | верфь флота в Лорьяне                         | 1 мая 1912     | 20 апреля 1913   | март 1916          | затоплен 27 ноября 1942, продан на слом в 1949          |

Четвёртый корабль этой серии, «Базилеос Константинос», был заложен по заказу греческого флота в 1914 году; однако, начало войны прервало строительство. Французский флот некоторое время рассматривал возможность достроить корабль для себя под именем «Савойя», но в результате отказался от этой идеи. После войны корабль был продан на слом.

## Служба

### Первая мировая война
Супердредноуты типа «Бретань» не были готовы к началу Первой Мировой Войны, но работы на них продвинулись достаточно далеко, чтобы французское правительство, опасающееся перспективы противостояния с объединённым австро-итальянским флотом в Средиземном Море, приняло решение их достроить. Тем не менее, из-за значительного оттока рабочей силы на фронт, и переориентирования промышленности на поддержание наземных войск, достройка кораблей затянулась.
Все три супердредноута вступили в состав французского флота в первой четверти 1916 года. К этому времени, Италия уже выступила на стороне Антанты, и французское правительство могло уже не опасаться перспективы утратить контроль над Средиземным Морем. Корабли типа «Бретань» составляли 1-ю боевую эскадру французского флота; базируясь на Корфу (занятом войсками Антанты несмотря на формальный нейтралитет Греции), они контролировали выход из Адриатики, на случай попытки австро-венгерского флота прорваться в Средиземное Море. «Прованс» в 1916 году стал флагманом французского флота, и держал этот статус до конца войны.
В боевых операциях Первой Мировой французские супердредноуты не участвовали. Австро-венгерский флот, осознавая своё невыгодное положение, не покидал защищенных баз. В 1917, экипажи французских линкоров были существенно уменьшены в связи с отзывом моряков для комплектования экипажей противолодочных кораблей. В то же время, базирующиеся на Корфу французские корабли служили эффективным инструментом давления на правительство Греции, враждебно настроенное по отношению к Антанте.
В ходе службы выяснилось, что на волнении казематы четырёх носовых орудий противоминного калибра постоянно заливаются водой и не могут эффективно использоваться. В 1918 году их сняли, а амбразуры заделали.
Та же установили дальномеры для зенитных орудий.

### Межвоенный период
После окончания Первой Мировой Войны, супердредноуты типа «Бретань» использовались в ряде последующих операций. «Лоррейн» в 1919 принимал капитуляцию австро-венгерского флота, противовесом которому он так долго служил. Французское правительство собиралось направить «Лоррейн» и «Прованс» на Чёрное Море, для участия в интервенции в охваченную гражданской войной Россию; однако, масштабное недовольство моряков привело к отмене этих планов. В 1919—1921, оба этих корабля оперировали в Восточном Средиземноморье, базируясь на Константинополь. Угол возвышения орудий главного калибра увеличили до 18 градусов, что, вместе с новыми снарядам, дало более приемлемую дальность стрельбы в 21 000 метров.
В 1921 году, все корабли этого типа были отозваны во Францию для участия в первом послевоенном морском смотре; вскоре после этого, «Прованс» и «Лоррейн» были выведены в резерв для экономии средств.
Вашингтонское морское соглашение 1922 года, приравняв французский флот по тоннажу линкоров к итальянскому, вынудило французов отказаться от достройки второго поколения линкоров типа «Норманди». Даже без учёта договорных ограничений, разоренная войной экономика Франции не могла позволить себе масштабную военно-морскую программу; кроме того, во французском флоте существовал сильный перекос в сторону линейных сил, ценой отсутствия в нём современных турбинных крейсеров и достаточного количества современных эсминцев.
Все корабли типа «Бретань» неоднократно модернизировались в межвоенный период. В 1918—1922, на всех кораблях этого типа провели масштабные работы, в попытках приспособить их к новым требованиям войны на море. Система управления огнём была модернизирована с установкой директоров британского производства на главной мачте для орудий главного калибра, и 2-метровых дальномеров по бокам от боевой рубки для вспомогательного. Наконец, старые зенитные орудия и салютные пушки сняли, заменив четырьмя новыми 75-мм зенитками образца 1919 года.
Тем не менее, эта модернизация решила лишь часть проблем. В 1924—1925, супердредноуты типа «Бретань» прошли второй цикл модернизации. Угол возвышения орудий главного калибра вновь увеличили, на этот раз до 23 градусов; это дало предельную дальность стрельбы в 23 700 метров. Для улучшения мореходности, в носу демонтировали броневой пояс до 155 шпангоута. Половину котлов перевели на нефтяное отопление.
Последний цикл модернизации корабли прошли в 1929—1934 году. При этом все котлы перевели на нефтяное питание, в очередной раз модернизировали систему управления огнём, сняли торпедные аппараты. Четыре кормовых 138-мм орудий демонтировали, установив на освободившееся место ещё четыре 75-мм зенитки нового образца и батарею зенитных пулеметов. При этом, «Лоррейн» прошел дополнительный цикл модернизаций; его центральную башню демонтировали, и на её место установили ангар и катапульту для гидросамолета.
Модернизированные, супердредноуты типа «Прованс» более-менее соответствовали стандартам 1930-х годов, исключая скорость. Они составляли основную линию французского флота, вплоть до вступления в его состав быстроходных линейных кораблей. В 1936 году, корабли этого типа действовали у берегов Испании, осуществляя контроль за невмешательством в гражданскую войну.

### Вторая мировая война
В начале Второй Мировой Войны, супердредноуты типа «Бретань» находились в составе действующего флота; «Бретань» и «Прованс» стояли в Тулоне, в то время как «Лоррейн» возглавлял Атлантический Эскадрон в Бресте.
С началом военных действий, эти старые супердредноуты интенсивно использовались в конвойных операциях. «Прованс», базируясь на Касабланку, осуществлял патрулирование в поисках немецких рейдеров. «Бретань» осуществляла прикрытие атлантических конвоев, позднее присоединившись к «Force de Raid» в Бизерте. Там их застала капитуляция Франции.
Поражение Франции создало угрозу заполучения немцами французских военно-морских баз и по крайней мере части кораблей французского флота. С учётом вступления Италии в войну, подобные действия могли представлять смертельную угрозу для Великобритании. В связи с этим, Уинстон Черчилль отдал приказ нейтрализовать французские корабли, стоящие в колониальных портах; убедить их примкнуть к силам Свободной Франции, разоружиться и интернироваться до конца войны, либо уничтожить.
3 июля 1940 года, британская эскадра блокировала «Force de Raid» в Мерс-эль-Кебире. Британцы предъявили французам ультиматум, требуя либо увести корабли в Великобританию, либо направить их в Западное Полушарие, где французские моряки были бы интернированы американцами. Французское командование не дало своевременного ответа на ультиматум; вслед за этим, британский флот открыл огонь.
В ходе последовавшей затем ожесточенной перестрелки, супердредноут «Бретань» был поражен 381-мм снарядами британских линкоров, один из которых пробил его тонкие броневые палубы, и разорвался в погребе боеприпаса. Мощный взрыв полностью разрушил линкор, на корабле были убиты и пропали без вести: командир корабля капитан 1-го ранга Ле Пиван, 37 офицеров, 155 старшин и 784 матроса. Оставшиеся в живых 145 человек были спасены в основном шлюпками с гидроавиатранспорта «Коммандант Тест» под огнём британских кораблей. В 1942 году адмирал Дарлан установил на дамбе напротив обломков корабля мемориальную доску в память о его гибели. «Прованс» был тяжело поврежден попаданиями снарядов, загорелся и лег на грунт. В дальнейшем, французы сумели поднять корабль и перевели его в Тулон, где он был затоплен экипажем 27 ноября 1942 года, чтобы не попасть в руки немцам.
Единственным выжившим кораблем этого класса стал «Лоррейн». В момент капитуляции Франции, линкор находился в Александрии; по соглашению с британским командованием, линкор был разоружен
и поставлен на хранение. В декабре 1942 года, после высадки союзников в Северной Африке, экипажи интернированных в Александрии кораблей присоединились к флоту Свободной Франции. Летом 1943, вновь укомплектованный «Лоррейн» прошел Суэцким Каналом, и, обогнув Африку, прибыл в Оран. Там, его катапульта и ангар для гидросамолетов были демонтированы, и заменены дополнительным противовоздушным вооружением.
«Лоррейн» принимал участие в операции «Драгун» — высадке на юге Франции в 1944 году. Он поддерживал огнём высадку войск, вместе с американскими линкорами обстреливая немецкие береговые батареи возле Тулона, на французской Ривере и в Сен-Тропе. В декабре 1944, линкор перешел в освобожденный Шербур, впервые за время войны вернувшись во французский порт.
В 1945, «Лоррейн» принимал участие в завершающих операциях войны — ликвидации изолированных немецких гарнизонов на севере Франции. 14-20 апреля он, вместе с другими французскими кораблями, бомбардировал немецкие укрепления вокруг Жиронды, прокладывая дорогу для наступления союзных войск. Вернувшись в Тулон после капитуляции Германии, линкор был переквалифицирован в учебно-артиллерийский корабль, и использовался до 1947 года. В 1955 последний французский супердредноут был продан на лом.

## Оценка проекта
Линейные корабли типа «Бретань» стали первыми и последними супердредноутами французского флота. Построенные как развитие предшествующего типа «Курбэ», они были сравнительно невелики по размерам, но адекватно защищены и вооружены по меркам времени.
Противоминная артиллерия кораблей типа «Бретань», была самой сильной, и хотя казематы располагались выше чем на линкорах других стран, всё равно расположение казематов не позволяло эффективно вести огонь в плохую погоду из всех орудий.
Их недостатки были целиком заимствованы от типа «Курбэ»: угол возвышения орудий главного калибра кораблей типа «Бретань» был недостаточным, а система управления огнём примитивной, корабли плохо входили в волну. Горизонтальное бронирование, как и у всех линкоров строившихся до «Нью-Мексико», не рассчитывалось на попадание в палубу тяжёлых снарядов под большим углом. Самым серьёзным плюсом по сравнению с предыдущем типом стало наличие противоторпедной переборки.
Тем не менее, «Бретани» на момент закладки были сильнейшими кораблями французского флота, в достаточной степени паритетными существующим британским и немецким супердредноутам. Затянувшаяся достройка в определённой степени помогла им, позволив исправить ряд недостатков проекта. После того, как Вашингтонский Договор ввел временный мораторий на постройку новых линейных кораблей, они стали основой французского линейного флота на два десятилетия. Регулярные модернизации в 1920-х годах позволяли поддерживать эти корабли на уровне требований времени, поддерживая паритет французского флота с итальянским.
|                                 | «Нью-Йорк»                   | «Бретань»                             | «Айрон Дюк»                            | «Императрица Мария»                | «Кёниг»                             |
| ------------------------------- | ---------------------------- | ------------------------------------- | -------------------------------------- | ---------------------------------- | ----------------------------------- |
| Год закладки                    | 1911                         | 1912                                  | 1912                                   | 1911                               | 1911                                |
| Год ввода в строй               | 1914                         | 1915                                  | 1914                                   | 1915                               | 1914                                |
| Водоизмещение нормальное, т     | 27 432                       | 23 230                                | 25 400                                 | 23 413                             | 25 390                              |
| Полное, т                       | 28 820                       | 25 800                                | 30 032                                 | 24 500                             | 29 200                              |
| Тип СУ                          | ПМ                           | ПТ                                    | ПТ                                     | ПТ                                 | ПТ                                  |
| Мощность, л. с.                 | 28 100                       | 29 000                                | 29 000                                 | 26 000                             | 31 000                              |
| Полная скорость, узл.           | 21                           | 20,5                                  | 21,25                                  | 21                                 | 21                                  |
| Максимальная, узл.              | 21,13                        | 20,6                                  | 21,5-22,0                              | 21,5                               | 21,2-21,3                           |
| Полный запас топлива            | 2960,4 т угля, 463,5 т нефти | 2680 т угля, 300 т нефти              | 3302 т угля, 1067 т нефти              | 1700 т угля, 500 т нефти           | 3000 т угля, 600 т нефти            |
| Дальность, миль (на ходу, узл.) | 7684 (12)                    | 4700 (10)                             | 4500 (20) 8100 (12)                    | 2960 (10)                          | 6800 (12)                           |
| Бронирование, мм                |                              |                                       |                                        |                                    |                                     |
| Пояс                            | 305                          | 270                                   | 305                                    | 262,5+50                           | 350                                 |
| Палубы (суммарно)               | 35—63                        | 85—110                                | 45—89                                  | 75                                 | 60—100                              |
| Башни                           | 356                          | 300                                   | 279                                    | 250                                | 300                                 |
| Барбеты                         | 305-254                      | 270                                   | 254                                    | 250                                | 300                                 |
| Рубка                           | 305                          | 300                                   | 279                                    | 300                                | 350                                 |
| Схема размещения вооружения     |                              |                                       |                                        |                                    |                                     |
| Вооружение                      | 5×2 356/45 21×1×127/51 4 ТА  | 5×2×340/45 22×1×138/55 5×1 47-мм 4 ТА | 5×2×343/45 12×152-мм/45 4×1 47-мм 4 ТА | 4×3×305/52 20×1×130/55 8×1×75 4 ТА | 5×2×305/50 14×1×150/45 10×1×88 5 ТА |

Опять, как и в случае с броненосцами, оказалось, что размер имеет значение. Отставая по времени в количестве и качестве, Франция в следующем типе постаралась выиграть за счёт уникальных проектных решений.